# Поклик Яру
Поклик Яру — українська громадська організація, що ставить на меті виховання молоді, проводить освітньо-виховні заходи, табори, популяризує історичний регіон Холодний Яр та його героїв.
Основна мета, яку декларує організація — виховання молоді на засадах побратимства, дисципліни та патріотизму. Окрім того, «Поклик Яру» виховує повагу до Збройних сил України. Зокрема тісно співпрацює із 93-ю бригадою «Холодний Яр».

## Назва і символіка

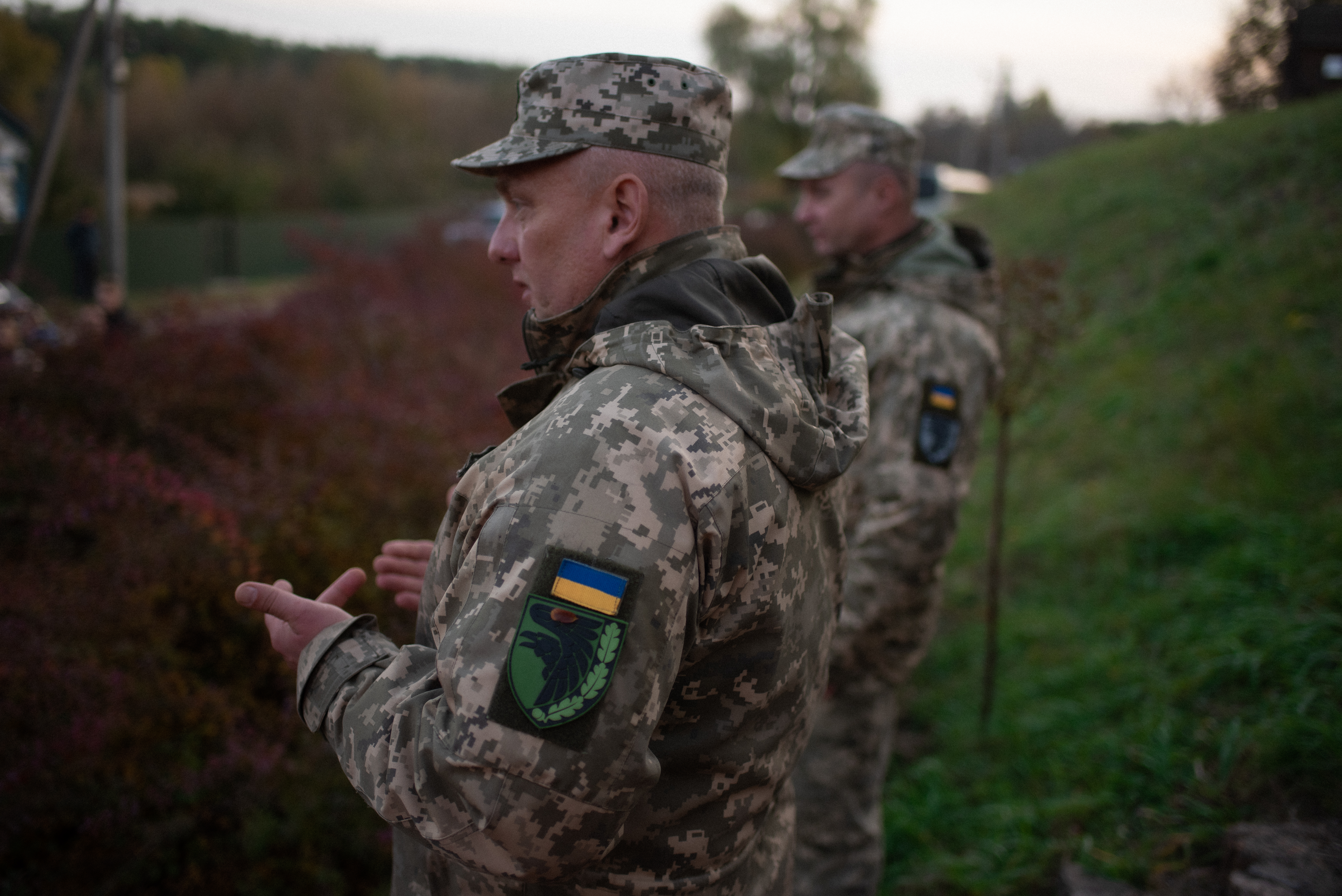
Бійці 93-ї бригади виступають перед молоддю

Організація популяризує та історично пов'язана із регіоном Холодний Яр. Раніше посеред холодноярського лісу висів залізний казан, що називався «Склик». У нього дзвонили, щоб збирати місцевих козаків на нараду. Слово «Склик» похідне від слова «Поклик», що означає духовний потяг до чого-небудь. У цьому випадку — до Холодного Яру.
Слову «Яр» надається значення не якогось із ярів, а саме місцевості Холодний Яр, а слову «Поклик» — духовний клич предків. Поєднання цих двох слів утворює назву Організації: «Поклик Яру».
Символіка організації відображена на логотипі.
На логотипі зображений головний елемент — сонце та холодноярський ліс, який з обох сторін утворює яр та стежку, що веде (кличе) до нього.

Вихована й освічена молодь має взяти відповідальність за державу і тому вона метафорично стає її сходом сонця. Звідси походить гасло «Ми — схід сонця нашої Держави!».

## Діяльність
Організація Поклик Яру займається освітньо-виховною діяльністю. Левова частка заходів локалізується в Холодному Яру. Діяльність спрямована на підняття рівня освіченості та відповідальності у суспільстві.

### Виховна система
Команда «Поклик Яру» прагне виховати майбутню українську інтелігенцію  що буде досягати  власного успіху, а їхня успішність принесе успіх й Україні. Виховання молоді проходить у форматах літнього таборування та низки заходів протягом року (лекції, курси, вишколи, походи).
Система виховання базується на формуванні відповідальності та освіченості. Це ті риси, яких, на думку організації, не вистачає нашому суспільству і, зокрема молоді. Тому їхня діяльність передбачає орієнтацію саме на ці риси  та реалізується через три основні цінності: побратимство, дисципліна і патріотизм.

### Щорічні заходи організації

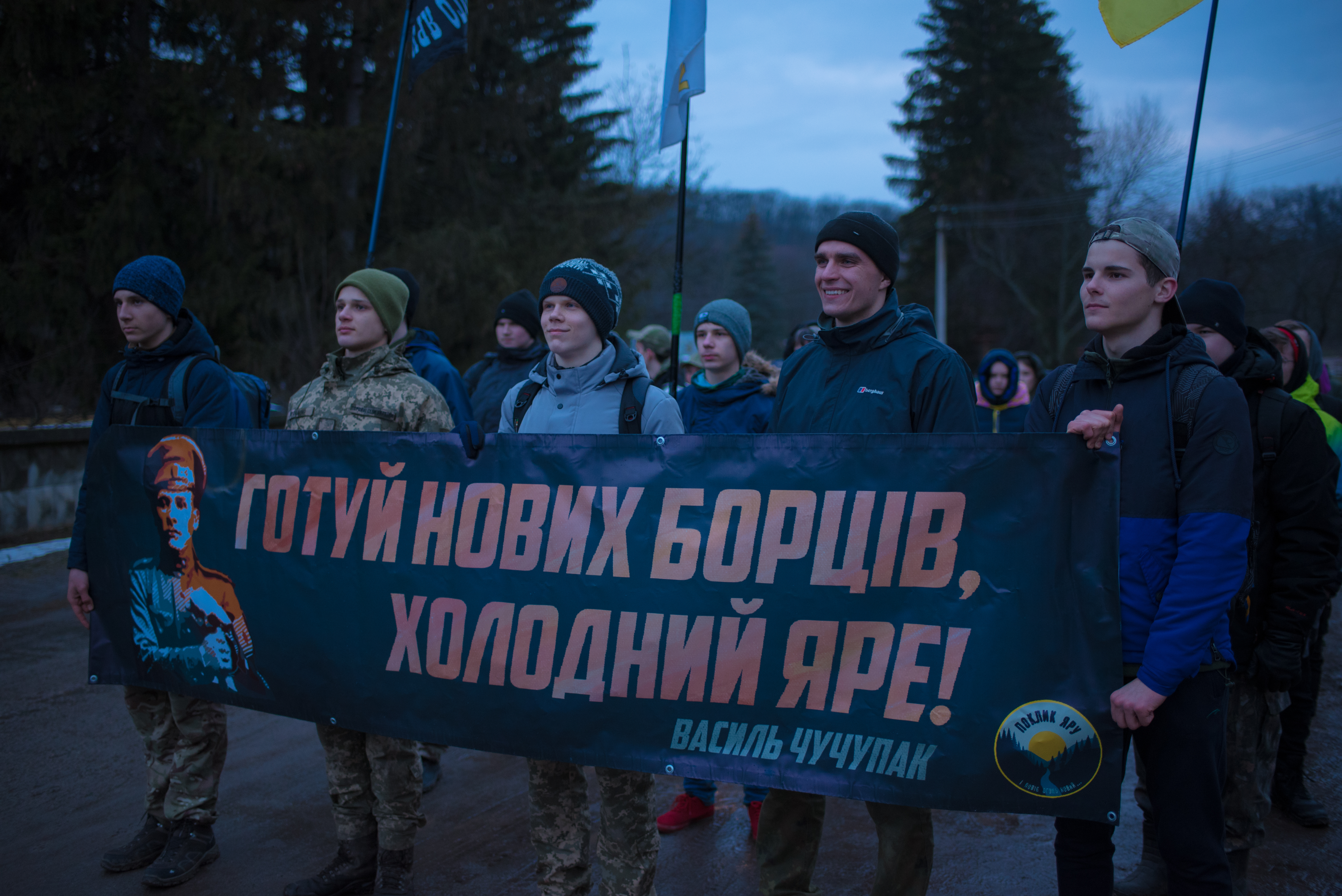
Смолоскипна хода на честь Василя Чучупаки

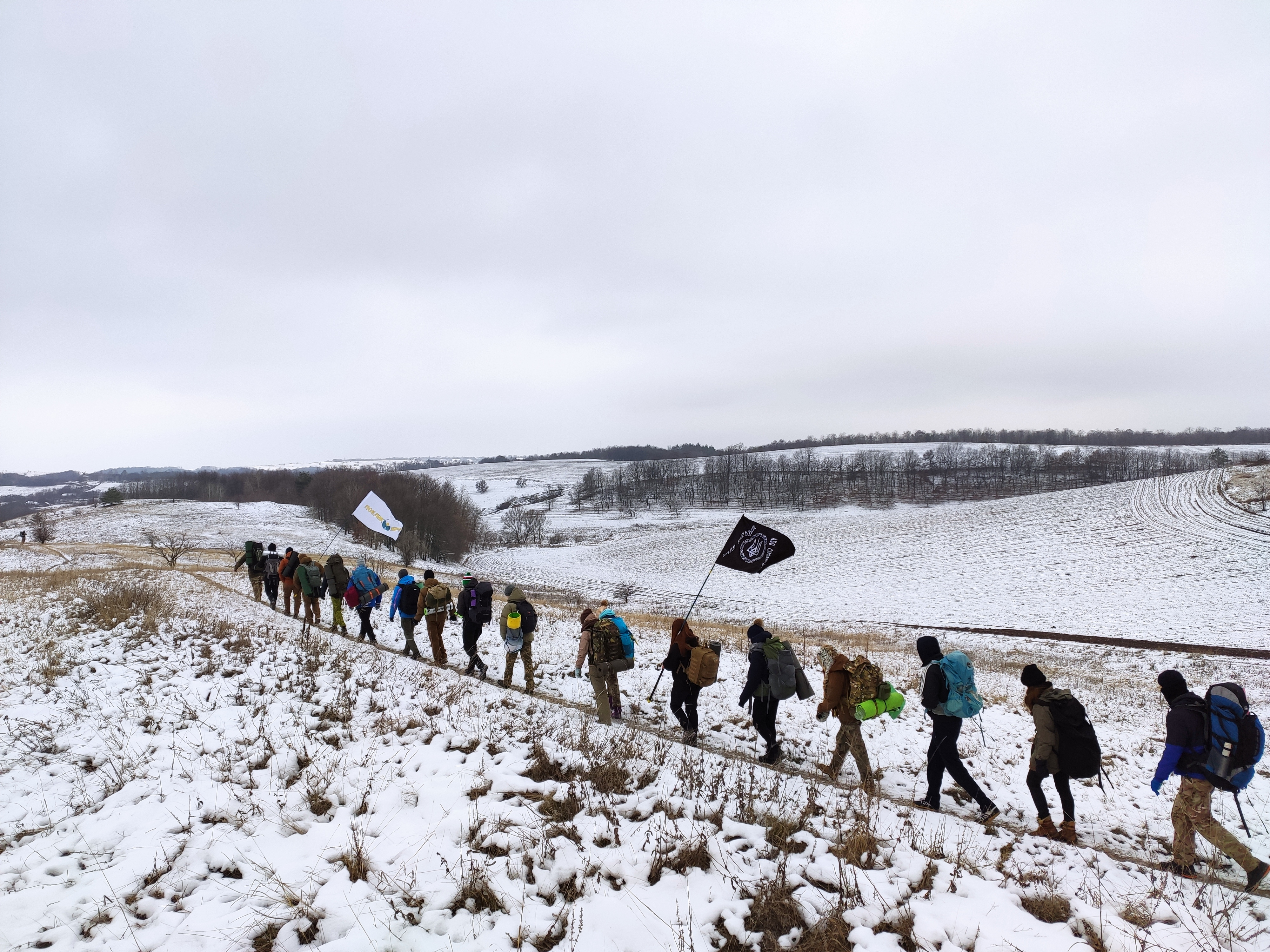
Зимовий похід ім. Юрія Горліс-Горського

#### Смолоскипна хода на честь Василя Чучупаки
Хода на честь Головного отамана Холодного Яру Василя Чучупаки, який у віці 24 років взяв відповідальність за 6 тис. повстанців. Захід проводиться щорічно 20 березня у Холодному Яру.

#### Літній табір «Поклик Яру»
Найбільший проєкт організації, що проходить влітку. Молодь віком 10—17 років може пройти 10-денний вишкіл в наметовому таборі. Дітей навчають домедичної підготовки, історії України, лідерства та ораторського мистецтва. Молодь покращує свою фізичну підготовку на смузі перешкод, тренуваннях з самооборони та походах. Загалом відбувається збалансований фізичний і інтелектуальний розвиток особистості.

#### Покрова
Символічний захід проводиться 14 жовтня на День Українського козацтва, день УПА і день Захисника України. Кульмінація заходу — запалювання «живої» карти у формі України. Примітно, що до карти України включена також етнічна Кубань.

#### Зимовий похід імені Юрія Горліс-Горського
Похід проводиться 11—12 грудня. В цей час, хорунжий армії УНР і автор роману «Холодний Яр» Юрій Горліс-Горський прибув до Холодного Яру під час Першого зимового походу, і залишився там через поранення.
Під час походу відвідуються місця із легенд та романів. Наприклад, Гайдамацький Став, Медведівка, Семидубова гора, Головківка, Атаманський парк, місце останнього бою Василя Чучупаки, Мотрин монастир, тисячолітній Дуб Залізняка.